# Ordonnac
Ordonnac – miejscowość i gmina we Francji, w regionie Nowa Akwitania, w departamencie Żyronda.
Według danych na rok 1990 gminę zamieszkiwało 418 osób, a gęstość zaludnienia wynosiła 41 osób/km² (wśród 2290 gmin Akwitanii Ordonnac plasuje się na 776. miejscu pod względem liczby ludności, natomiast pod względem powierzchni na miejscu 1048.).